# Monica Weinzettl

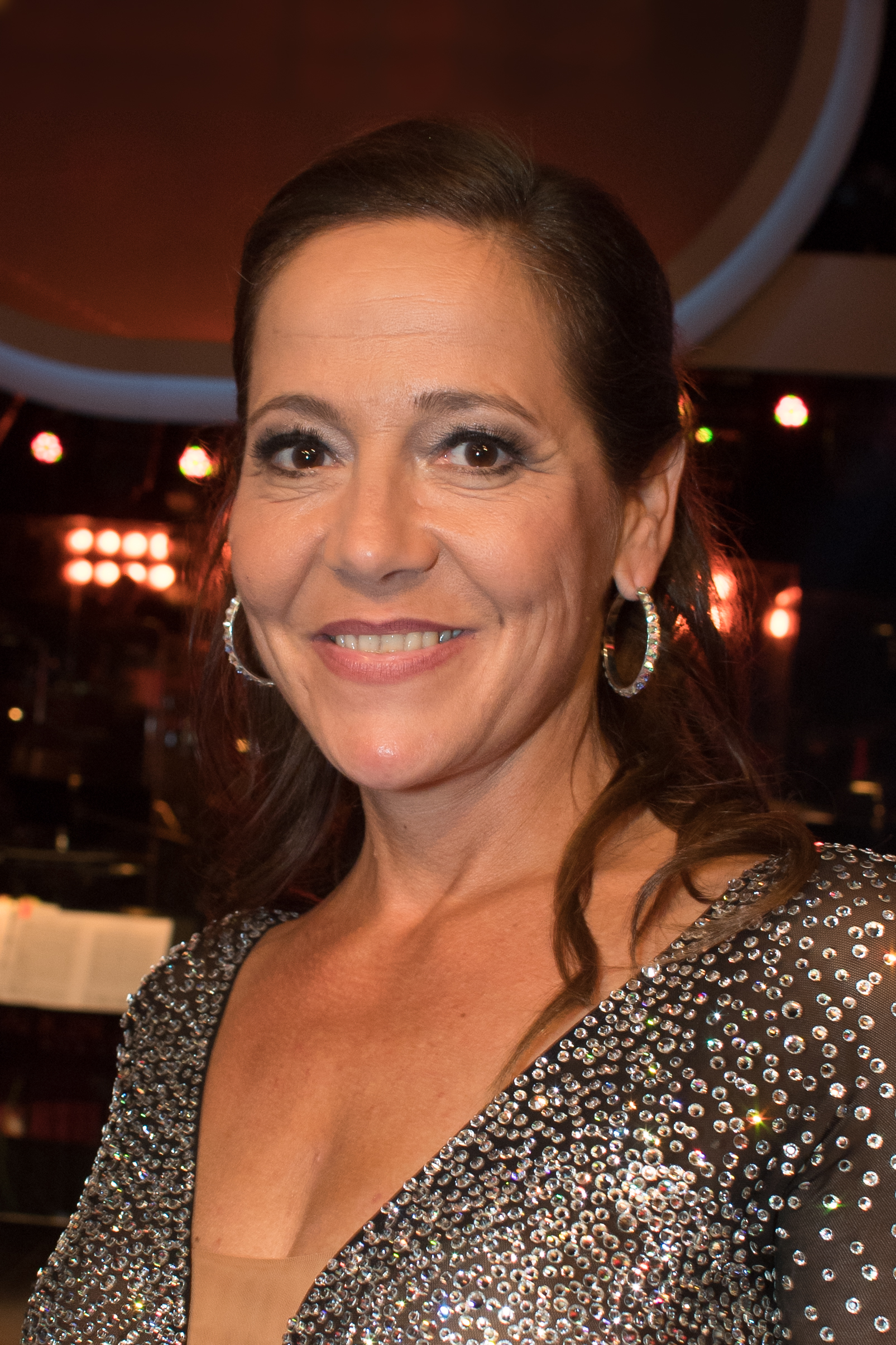
Monica Weinzettl 2017

Monica Weinzettl (* 3. November 1967 in Wien) ist eine österreichische Schauspielerin.

## Leben
Die gelernte Ernährungs- und Fitnesstrainerin trat im Seeböck-Ensemble (1986–1989) das erste Mal als Darstellerin in die Öffentlichkeit. Bekannt wurde sie später mit Rollen in Muttertag (1993, Regie: Harald Sicheritz mit Alfred Dorfer, Roland Düringer, Lukas Resetarits, Andrea Händler), Kaisermühlen-Blues (1995) sowie in MA 2412 (1999) als Frau Knackal. Auch in neueren Serien und Filmen (wie z. B. Trautmann) ist sie regelmäßig zu sehen oder in der Kinoverfilmung von MA 2412 – Die Staatsdiener (2003) wieder unter der Regie von Harald Sicheritz mit Roland Düringer, Alfred Dorfer, Karl Ferdinand Kratzl, Harald Krassnitzer und Wolfgang Böck. 
Monica Weinzettl ist mit dem Kabarettisten Gerold Rudle verheiratet.
Von März 2017 bis Mai 2017 war Weinzettl als Kandidatin in der ORF-Tanzshow Dancing Stars zu sehen. Am 10. Mai 2017 schied sie gesundheitsbedingt aus.

## Film und Fernsehen
- 1987: Tatort – Atahualpa
- 1993: Muttertag – Die härtere Komödie
- 1996–1999: Kaisermühlen Blues (2 Folgen)
- 1998–2002: MA 2412 (34 Folgen)
- 1999: Schlosshotel Orth – Biker
- 1999: Die kranken Brüder und ihre Schwestern
- 2000–2008: Trautmann (10 Folgen)
- 2003: MA 2412 – Die Staatsdiener
- 2010: Brutal normal
- 2022: Weber & Breitfuß

## Kabarett
- 1992–1993: Mahlzeit mit der Gruppe Schlabarett
- 2004–2005: Klassentreffen mit Wolfgang Pissecker
- ab 2005: Knackal lebt – Soloprogramm
- ab 2006: Paaranoia mit Gerold Rudle
- ab 2008: Wir müssen reden mit Gerold Rudle
- ab 2009: brutal...normal mit Gerold Rudle
- ab 2011: Träum weiter mit Gerold Rudle
- ab 2013: Kalte Platte mit Gerold Rudle
- ab 2014: Wiederverwertpaar  mit Gerold Rudle
- ab 2017: Drama-Queen & Couch-Potato mit Gerold Rudle
- ab 2019: zum x-ten Mal mit Gerold Rudle
- ab 2021: voll abgefahren mit Gerold Rudle

## Auszeichnungen und Nominierungen
2006: Ybbser Spaßvogel (wird seit 1989 von der niederösterreichischen Stadt Ybbs im Rahmen der Ybbsiade verliehen).